# Enrique de Arfe

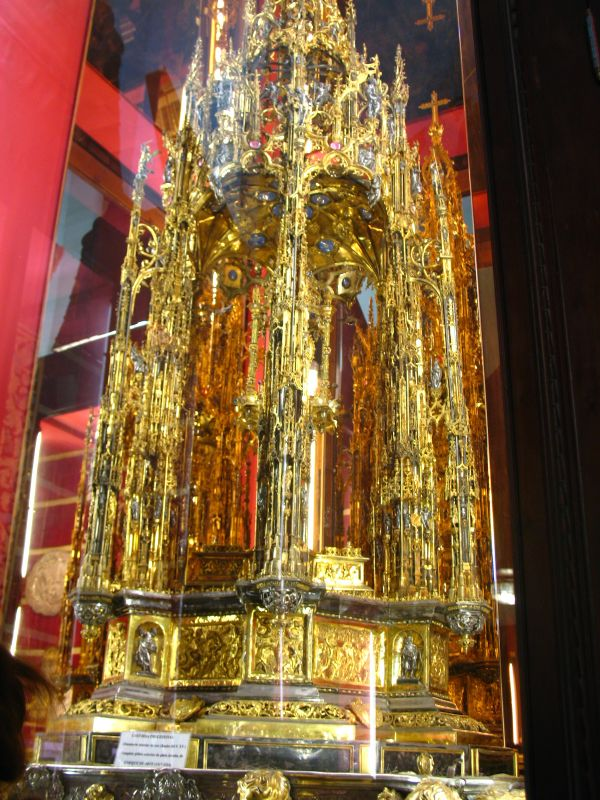
Tabernakel in der Kathedrale von Toledo

Enrique de Arfe (* 1475; † 1545) war ein aus Deutschland stammender Goldschmied, der sich 1506 in León niederließ und für die Kathedralen in León, Córdoba, Cádiz, Toledo und Sahagún Tabernakel in gotischem Stil fertigte.

## Familie
Der Goldschmied Antonio de Arfe war sein Sohn, der Goldschmied Juan de Arfe sein Enkel.